# إملالن (سيدي واشاي)
إملالن هو دُوَّار يقع بجماعة سيدي وساي، إقليم شتوكة آيت باها، جهة سوس ماسة في المملكة المغربية. ينتمي الدوّار لمشيخة سيدي واشاي التي تضم 7 دواوير. يقدر عدد سكانه بـ 746 نسمة حسب الإحصاء الرسمي للسكان والسكنى لسنة 2004.

## روابط خارجية
- البوابة الوطنية للجماعات الترابية
- المندوبية السامية للتخطيط